# Fuel (videojuego)
Fuel es un videojuego de carreras desarrollado por Asobo Studio y distribuido por Codemasters, lanzado el 2 de junio de 2009 para PlayStation 3 y Xbox 360, y el 3 de julio para Microsoft Windows.
El videojuego tiene una extensión territorial de 5,560 millas cuadradas (aprox. 14,400 km²), lo cual equivale a territorios como el estado de Connecticut en los Estados Unidos y al país asiático de Timor Oriental, en la cual por este título fue galardonado por el Guinness World Records ese mismo año como "el mayor videojuego con el territorio mas extenso" 

## Jugabilidad
Fuel transcurre en un mundo alternativo posapocalíptico asolado por el calentamiento global, en el cual los jugadores sufren algunos efectos meteorológicos como tornados y tormentas de arena, además de experimentar el paso de día y noche. El tamaño del mapa alcanza los 14,400 km², algo mayor que la provincia de Sevilla, y es completamente accesible. Incluye más de 160.000 km de carreteras y rutas. En el modo de estilo libre, el jugador puede viajar en un vehículo a cualquier parte de los territorios del juego, sin interrumpir el juego con tiempos de carga, sin embargo, al estrellarse el vehículo o activar la opción de reaparición para volver a la carretera, aparece la pantalla de carga. El jugador puede usar setenta vehículos distintos incluyendo motos, quads, buggies, camiones y coches.
Curiosidad en la DEMO PC, hay un efecto Moisés en un río en el que nos podemos poner al lado del agua y es más alta que nosotros.

## Desarrollo
Fuel evolucionó de un juego de la misma empresa desarrolladora llamado Grand Raid Offroad, que fue anunciado en 2005.
Guinness World Records galardonó a Fuel como juego con el mayor entorno accesible. El juego utiliza una serie de algoritmos para generar el terreno y los objetos proceduralmente. Algunos periodistas afirmaron que Asobo Studio había innovado e incluso reinventado la creación de entornos a gran escala, pero falló en la implementación de mecánicas básicas de juegos de conducción, lo que provocó críticas tibias y poca repercusión comercial.

## Multijugador
En las versiones para consola, hay un modo multijugador en línea que permite hasta 16 jugadores por carrera y un modo cooperativo en línea que permite hasta 4 jugadores.